# Caye Caulker

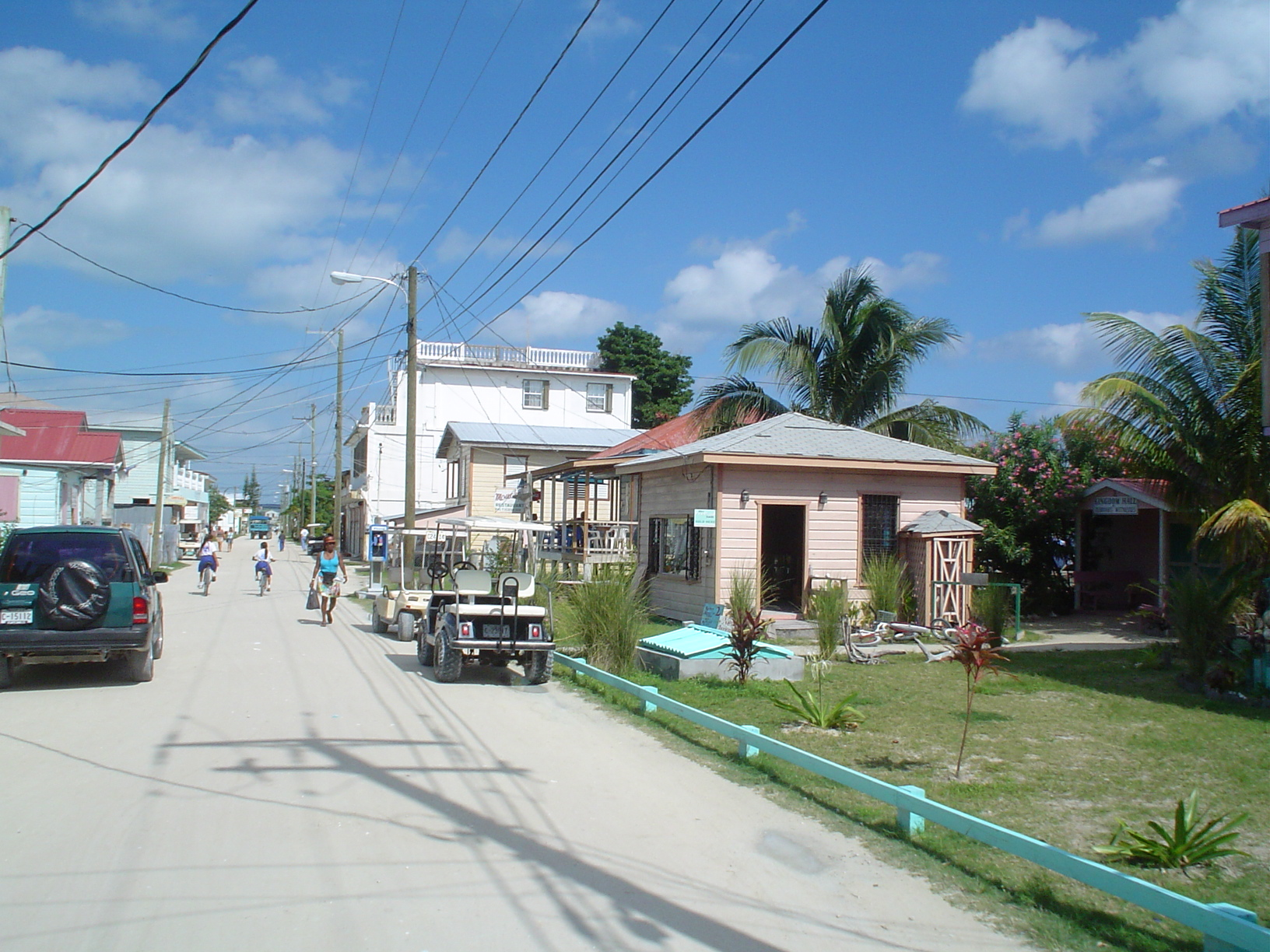
Rua principal de Caye Caulker.

A história recente de Caye Caulker começou quando refugiados das guerras mexicanas de Caste. O "caye" foi comprado formalmente por Luciano Reyes em torno de 1870. Os terrenos foram vendidos a seis ou sete famílias, a maioria ainda descendentes vivem na ilha actualmente. A influência destas famílias é ainda muito acentuada.
Com poucos habitantes, os produtos alimentícios provêm principalmente da agricultura local. O côco e a indústria piscatória transformaram-se em espaços económicos importantes na ilha. Mesmo actualmente algumas das mulheres mais velhas continuam a processar o óleo de côco para uso próprio e a comercializa-lo, embora geralmente a maior parte é sejam colhida e enviada para o continente.
As grandes empresas relacionadas com a captura da lagosta apareceram na década de 1920, e a armadilha da lagosta foi introduzida no "caye" pelo capitão canadiano. Devido ao seu grande sucesso, relacionado com as técnicas de captura, a cooperativa nesta ilha foi um modelo para as restantes ilhas de Belize.
Outra ponto muito importante em relação à ilha de Caye Caulker é a tradição dos seus estaleiros e na construção de embarcações.
O terminal e o museu marinho de Belize têm uma exibição excelente sobre as embarcações de Caye Caulker, das suas ferramentas, e dos barcos que construiu ao longo destes anos.
A pesca continua a ser uma indústria importante, mas o turismo transformou-se gradualmente num aspecto importante desta ilha. Desde os anos 60 e os anos 70, quando um pequeno número de hippies encontraram um refúgio nesta ilha, o turismo tem crescido todos os anos e muitos ilhéus agora trabalham também em restaurantes, hotéis e outros negócios na indústria do turismo.
Apesar do crescimento do turismo, Caye Caulker permanece como uma vila pequena com um sabor cultural distinto não encontrado no turismo com maior desenvolvimento. É privilegiado a tradição e a sua preservação. Quase todos os negócios são realizados localmente, veículos maiores do que carros do golf raramente são vistos, e o alojamento é em pequena escala e relativamente mais económico comparando com outros destinos turísticos.